# دانه‌های شن (فیلم)
دانه‌های شن (انگلیسی: The Sand Pebbles) فیلمی در ژانر جنگی به کارگردانی رابرت وایز است که در سال ۱۹۶۶ منتشر شد.
فیلم داستان یک ملوان ارتشی  مکانیک کله‌شق، متکبر و یکدنده آمریکایی بنام هولمن در ناوچه آمریکایی سن پابلو که روی رودخانه در دهه ۱۹۲۰ چین است، می‌پردازد.
در این فیلم استیو مک کوئین، ریچارد اتنبرو، ریچارد کرنا، کندیس برگن، ماکو ایواماتسو، سیمون اوکلند، لری گیتس و مرایات آندریان به ایفای نقش پرداخته‌اند. رابرت اندرسون فیلمنامه را از رمانی منتشر شده در سال ۱۹۶۲ با همین نام نوشته ریچارد مک کنا اقتباس کرد.
دانه‌های شن در اکران عمومی خود یک موفقیت مهم و تجاری بود. فیلم کاندید هشت جایزه اسکار و هشت جایزه گلدن گلوب شد، که در نهایت فقط ریچارد اتنبرو برنده جایزه گلدن گلوب برای بهترین بازیگر نقش اول مرد شد.

## بازیگران
- استیو مک‌کوئین
- ریچارد اتنبورو
- ریچارد کرنا
- کندیس برگن
- ماکو ایواماتسو
- لری گیتس
- فورد راینی
- جیمز هنگ
- سیمون اوکلند